# Matière grise (émission de télévision)
Pour les articles homonymes, voir Matière grise.
Matière Grise est un magazine TV de vulgarisation scientifique diffusé sur les chaînes de la RTBF - Télévision publique belge francophone. Ses créneaux de programmation principaux sont sur la Une le mercredi en deuxième partie de soirée, le samedi après-midi et le dimanche matin.

## Historique
La RTBF avait créé une petite Équipe Sciences, animée par Paul Danblon. Après plusieurs décennies d'émission, son départ à la retraite, au début des années 1990, signe la fin des magazines scientifiques. Son principal collaborateur, Philippe Deguent, se retrouve affecté au pôle information. C'est à cette époque que Patrice Goldberg devient journaliste statutaire à la RTBF, pour laquelle, lui aussi, est dans un premier temps affecté à l'info quotidienne.
En 1996, Patrice Goldberg propose de profiter de la proximité de l'an 2000 pour relancer une cellule sciences magazine. Il remet alors un projet d'émission scientifique au Directeur de la Télévision. Il apprend par la suite qu'une autre personne a déposé la même intention : Philippe Deguent. En 1997, la Direction leur propose de collaborer et ils acceptent. C'est ainsi que naît l'émission, début 1998, sous le nom « Matière Grise », proposé par Philippe Deguent qui en devient le premier producteur et présentateur. Il travaille en binôme avec le réalisateur Christophe Vuylsteke, Patrice Goldberg assurant le rôle de journaliste principal.
À peine deux ans plus tard, Philippe Deguent s'en va renforcer l'embryon de l'équipe numérique de la RTBF avant de partir à la retraite, quelque temps après. Patrice Goldberg prend alors les rênes de l'émission. Depuis, l'équipe s'est renforcée, notamment grâce au développement d'une cellule numérique depuis 2015. Celle-ci permet de produire, entre autres, des bonus vidéos, notamment de coulisses de l'émission mais aussi d'informations exclusives et de séries, qui nourrissent les pages web et Facebook de l'émission.

## Description de l'émission

### Principe de l'émission
L'émission est déclinée sous plusieurs formats : Matière Grise Classique, Matière Grise Hors-Série, Matière Grise Doc et Matière Grise Express,.
Les numéros de Matière Grise Classique ont une durée de 45 minutes, sont multi-thématiques et multi-séquences. Ils sont diffusés en saison régulière, entre septembre et juin.
Les Matière Grise Hors-Séries sont aussi diffusés en période régulière, en année académique, et durent également 45 minutes mais sont mono-thématiques et unitaires.
Les Matière Grise Docs sont diffusés en période estivale. Ce sont des documentaires unitaires de 26 minutes.
Les Matière Grise Express sont diffusés et rediffusés régulièrement dans de multiples créneaux horaires.

### Présentation des contenus

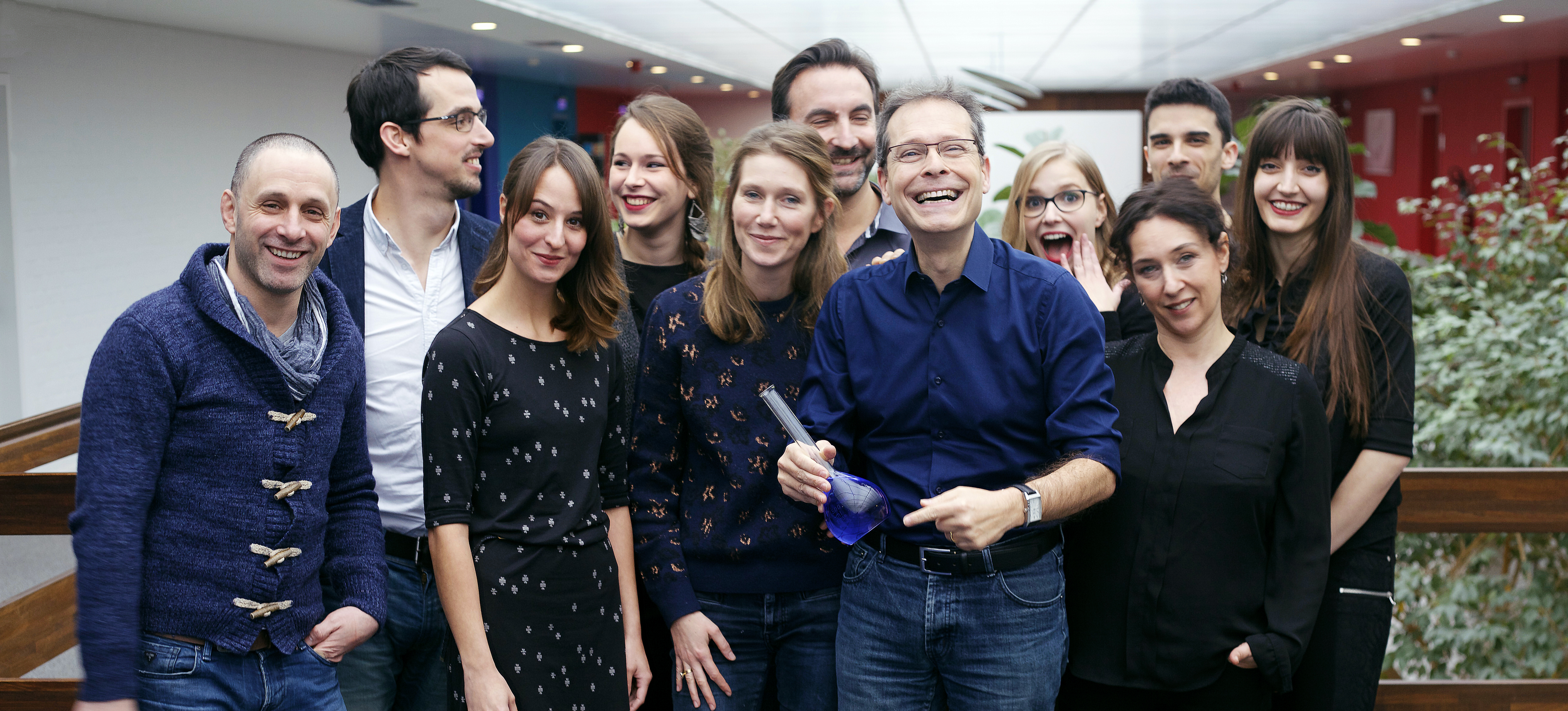
Équipe de l'émission.

Une émission dure en moyenne 45 minutes. Chaque émission comprend un dossier de 26 minutes sur un sujet. D'autres rubriques plus courtes sont également proposées parmi lesquelles :
- L'actu : Un sujet d'actualité scientifique est développé en quelques minutes pour y apporter un éclairage.
- Le portrait : Il peut s'agir d'un(e) chercheur/chercheuse, d'un(e) passionné(e) du monde de la science ou de tout autre acteur.
- Le dossier : Comme son nom l'indique, il s'agit d'un sujet développé plus en profondeur. Il se veut être une réflexion sur un thème scientifique.
- La minute de Léandri : Ce personnage de savant un peu loufoque partage, en fin d'émission des anecdotes scientifiques[5].
- Psycho ? Logique ! : Cette séquence met en évidence des comportements humains inconscients au travers de démonstrations d'expériences sociales.
- En plein dans le mille : séquence mettant en évidence des expériences scientifiques à très grande échelle[5].
- Quarx : À travers une série de séquences, un trio d’adolescents expérimente les lois de la physique.

Certaines séquences sont réalisées par l'équipe de l’émission alors que d'autres sont achetées à des sociétés de production.

## Élaboration d'un reportage
L'élaboration d'un reportage ou d'un dossier Matière Grise suit un canevas propre à l'émission.
En tant qu'auteur, producteur et présentateur, Patrice Goldberg est le pilier central de Matière Grise. Il détermine le thème de chaque reportage et son angle d'attaque qu'il propose à un collaborateur, qui en sera co-auteur. Au cours de cette première étape, le plan journalistique et scientifique ainsi que le plan artistique sont déterminés. Ensuite, il s'agit de sélectionner le casting, c’est-à-dire varier les sources d'information et identifier des intervenants.
Après cela, le scénario du reportage est écrit. Celui-ci décrit à la fois les images, mais également le son, les commentaires et les interventions, en substance, des différents interlocuteurs. Même s'il pourra subir des transformations en fonction de circonstances de tournage et/ou de montage, le scénario sert de base de travail. Lors du tournage, une place est réservée aux séquences « live ». Les interviews sont réalisées, dans la mesure du possible, lorsque les intervenants sont en action.
Lors du montage, la bande son est élaborée à partir des captations « live » et renforcée par du design sonore et musical. Ensuite, Patrice Goldberg, le journaliste associé et le monteur finalisent ensemble le reportage. Enfin, la voix off de l'émission, Julie Binstock, enregistre sa partie au cours de l'étape ultime de mixage.

## Présentateurs
L'émission a été présentée par Philippe Deguent entre 1998 et 2000,. En 2000, Philippe Deguent part à la retraite et Patrice Goldberg lui succède. Celui-ci est diplômé de l'École de Journalisme et Communication Sociale de l'Université Libre de Bruxelles.
Co-auteur d'une émission Spéciale Antarctique en 1997, il est ensuite nommé journaliste en chef de Matière Grise. À partir de l'an 2000, il est appelé à diriger le Service Sciences et assume les fonctions de Producteur, Rédacteur en chef, Présentateur et Journaliste principal de l'émission. Il est en outre, depuis lors, co-auteur de tous les films qui y sont réalisés.
Il donne et anime régulièrement des conférences sur la vulgarisation et le journalisme scientifique, en Belgique et à l'étranger. Également homme de radio, il est chroniqueur scientifique dans l'émission de radio Bande de Curieux, diffusée quotidiennement sur La Première. Patrice Goldberg participe aussi à la constitution de jurys pour des festivals et concours internationaux consacrés à la science et à l'audiovisuel.[source insuffisante]

## Prix et récompenses internationales
Matière Grise est une émission qui jouit d'une réputation internationale. L'émission a remporté de nombreuses récompenses internationales parmi lesquelles le Cicsep en Chine ou le Prix Roberval en France,,,,,,. C’est le magazine qui remporte le plus souvent des prix internationaux de tout le paysage audiovisuel belge, chaînes néerlandophones comprises. L'émission compte plus de 60 récompenses.